# 2025-ös női sakkvilágbajnokság
A 2025-ös női sakkvilágbajnokság a Nemzetközi Sakkszövetség (FIDE) által szervezett versenysorozat, amely az elért helyezések alapján a világkupán való indulásra jogosító zónaversenyekből és kontinensbajnokságokból, a világbajnokjelöltek versenyén való részvételhez kvalifikációt biztosító 2023-as női sakkvilágkupa versenyből, a 2022–2023 folyamán lezajlott Grand Prix versenysorozatból, a 2023-ban megrendezett FIDE Grand Swiss svájci rendszerű versenyből és a nyolc legjobb versenyző részvételével rendezett világbajnokjelölti versenyből, és e versenyeket követően a versenysorozatot lezáró világbajnoki döntőből állt.
A világbajnokság döntőjében a 2018 óta a világbajnoki címet viselő Csü Ven-csün és a 2018-as női sakkvilágbajnok, a világbajnokjelöltek versenyét 2024-ben megnyerő Tan Csung-ji 12 játszmás páros mérkőzésen mérkőzik meg egymással. Csü Ven-csün 2018-ban éppen Tan Csung-ji ellen szerezte meg a világbajnoki trófeát.
A világbajnoki döntőt 2025. április 1–23. közötti időszakra tervezték, de Csü Ven-csün nagyarányú győzelme révén már április 16-án végetért. Az első hat játszma Sanghajban zajlott április 1–10. között, míg a második hat játszma házigazdájának április 11–23. között Csungking volt tervezve. Csü Ven-csün a 6,5–2,5 arányú győzelmével megvédte világbajnoki címét.

## A világbajnokjelöltek versenye
A világbajnokjelöltek versenyét Torontóban rendezték 2024. április 3–22. között. A résztvevő nyolc versenyző kétfordulós körmérkőzésen mérte össze tudását, és közülük a győztes szerzett jogot a regnáló világbajnokkal, Csü Ven-csünnel való megmérkőzésre a világbajnoki címért. A világbajnokjelöltek versenyén a győzelmet a kínai Tan Csung-ji szerezte meg.

### A világbajnokjelölti verseny résztvevői
| Kvalifikáció | Versenyző               | Ország      | Élő-p. (2024. 04.) | Világ- ranglista- helyezés |
| --- | ----------------------- | ----------- | ------------------ | -------------------------- |
| A 2023-as női sakkvilágbajnokság döntőse                                                                                     | Lej Ting-csie           | Kína        | 2550               | 4.                         |
| A 2022–2023-as női FIDE Grand Prix két első helyezettje                                                                      | Jekatyerina Lagno       | Oroszország | 2542               | 6.                         |
| A 2022–2023-as női FIDE Grand Prix két első helyezettje                                                                      | Alekszandra Gorjacskina | Oroszország | 2553               | 3.                         |
| A 2023-as női sakkvilágkupa első két helyezettje                                                                             | Nurgjul Szalimova       | Bulgária    | 2432               | 36.                        |
| A 2023-as női sakkvilágkupa első két helyezettje                                                                             | Anna Muzicsuk           | Ukrajna     | 2520               | 8.                         |
| A 2023-as női FIDE Grand Swiss első két helyezettje                                                                          | Vaishali Rameshbabu     | India       | 2475               | 15.                        |
| A 2023-as női FIDE Grand Swiss első két helyezettje                                                                          | Tan Csung-ji            | Kína        | 2521               | 7.                         |
| A 2024. januári világranglista szerint a legmagasabb Élő-pontszámmal rendelkező versenyző a kvalifikációt szerzetteken kívül | Kónéru Hampi            | India       | 2546               | 5.                         |

| H.[3] | Versenyző                     | Élő-p. 2024-05[2] | 1 | 1 | 2 | 2 | 3 | 3 | 4 | 4 | 5 | 5 | 6 | 6 | 7 | 7 | 8 | 8 | Pont | Holtv.eld.[4] | Holtv.eld.[4] | Előrehaladási táblázat (fordulók) | Előrehaladási táblázat (fordulók) | Előrehaladási táblázat (fordulók) | Előrehaladási táblázat (fordulók) | Előrehaladási táblázat (fordulók) | Előrehaladási táblázat (fordulók) | Előrehaladási táblázat (fordulók) | Előrehaladási táblázat (fordulók) | Előrehaladási táblázat (fordulók) | Előrehaladási táblázat (fordulók) | Előrehaladási táblázat (fordulók) | Előrehaladási táblázat (fordulók) | Előrehaladási táblázat (fordulók) | Előrehaladási táblázat (fordulók) | Hely. |
| H.[3] | Versenyző                     | Élő-p. 2024-05[2] | 1 | 1 | 2 | 2 | 3 | 3 | 4 | 4 | 5 | 5 | 6 | 6 | 7 | 7 | 8 | 8 | Pont | Ee.[5]        | Ny.[6]        | 1                                 | 2                                 | 3                                 | 4                                 | 5                                 | 6                                 | 7                                 | 8                                 | 9                                 | 10                                | 11                                | 12                                | 13                                | 14                                | Hely. |
| ----- | ----------------------------- | ----------------- | - | - | - | - | - | - | - | - | - | - | - | - | - | - | - | - | ---- | ------------- | ------------- | --------------------------------- | --------------------------------- | --------------------------------- | --------------------------------- | --------------------------------- | --------------------------------- | --------------------------------- | --------------------------------- | --------------------------------- | --------------------------------- | --------------------------------- | --------------------------------- | --------------------------------- | --------------------------------- | ----- |
| 1.    | Tan Csung-ji (CHN)            | 2521              |   |   | ½ | ½ | 0 | 1 | 1 | 1 | ½ | ½ | 1 | ½ | ½ | ½ | 1 | ½ | 9    |               | 5             | 1                                 | 2                                 | 2½                                | 3                                 | 3½                                | 4½                                | 5                                 | 5                                 | 6                                 | 6½                                | 7½                                | 8                                 | 8½                                | 9                                 | 1.    |
| 2.    | Kónéru Hampi (IND)            | 2546              | ½ | ½ |   |   | 0 | 1 | 1 | ½ | ½ | ½ | ½ | ½ | 1 | 0 | ½ | ½ | 7½   | 52,25         | 3             | ½                                 | 1                                 | 1½                                | 1½                                | 2                                 | 2                                 | 2½                                | 3½                                | 4                                 | 4½                                | 5½                                | 6                                 | 6½                                | 7½                                | 2.    |
| 3.    | Lej Ting-csie (CHN)           | 2550              | 0 | 1 | 0 | 1 |   |   | 1 | 0 | ½ | 1 | ½ | ½ | ½ | ½ | ½ | ½ | 7½   | 52,0          | 4             | 0                                 | ½                                 | 1                                 | 1½                                | 2                                 | 3                                 | 4                                 | 5                                 | 5½                                | 6½                                | 7                                 | 7½                                | 7½                                | 7½                                | 3.    |
| 4.    | Vaishali Rameshbabu (IND)     | 2475              | 0 | 0 | ½ | 0 | 1 | 0 |   |   | 1 | ½ | 0 | 1 | 1 | 1 | ½ | 1 | 7½   | 47,5          | 6             | ½                                 | ½                                 | 1½                                | 1½                                | 2                                 | 2½                                | 2½                                | 2½                                | 2½                                | 3½                                | 4½                                | 5½                                | 6½                                | 7½                                | 4.    |
| 5.    | Alekszandra Gorjacskina (RUS) | 2553              | ½ | ½ | ½ | ½ | 0 | ½ | ½ | 0 |   |   | ½ | ½ | ½ | 1 | 1 | ½ | 7    |               | 2             | ½                                 | 1½                                | 2                                 | 2½                                | 3                                 | 4                                 | 4½                                | 5                                 | 5½                                | 5½                                | 5½                                | 6                                 | 6½                                | 7                                 | 5.    |
| 6.    | Jekatyerina Lagno (RUS)       | 2542              | ½ | 0 | ½ | ½ | ½ | ½ | 0 | 1 | ½ | ½ |   |   | ½ | ½ | ½ | ½ | 6½   |               | 1             | ½                                 | 1                                 | 1½                                | 2                                 | 2½                                | 3½                                | 4                                 | 4½                                | 5                                 | 5½                                | 5½                                | 6                                 | 6½                                | 6½                                | 6.    |
| 7.    | Nurgjul Szalimova (BUL)       | 2432              | ½ | ½ | 1 | 0 | ½ | ½ | 0 | 0 | 0 | ½ | ½ | ½ |   |   | ½ | ½ | 5½   | 39,5          | 1             | ½                                 | 1                                 | 1                                 | 2                                 | 2½                                | 2½                                | 3                                 | 3½                                | 4                                 | 4                                 | 4                                 | 4½                                | 5                                 | 5½                                | 7.    |
| 8.    | Anna Muzicsuk (UKR)           | 2520              | ½ | 0 | ½ | ½ | ½ | ½ | 0 | ½ | ½ | 0 | ½ | ½ | ½ | ½ |   |   | 5½   | 38,75         | 0             | ½                                 | ½                                 | 1                                 | 1½                                | 2                                 | 2                                 | 2½                                | 3                                 | 3½                                | 4                                 | 4½                                | 4½                                | 5                                 | 5½                                | 8.    |
Jelmagyarázat: A győzelem 1, a döntetlen ½, a vereség 0 ponttal jelölve.

## A világbajnoki döntő

### Egymás elleni eredmények
A világbajnoki döntőt játszó két versenyző, Csü Ven-csün és Tan Csung-ji korábban 26 alkalommal mérkőztek klasszikus időbeosztású játszmában, amelyek alapján mindketten 5–5 győzelmet arattak 16 döntetlen mellett.  A rapid- és a villámjátszmákat is tekintve 11–9 volt Tan Csung-ji javára, 20 döntetlen mellett.

### A világbajnoki döntő eredményei
A táblázat tartalmazza a világbajnoki döntő fordulónkénti eredményeit, annak állását, a játszma lépésszámát, a játszma linkjét, annak ECO-kód szerinti besorolását feltüntetve, valamint a megnyitás elnevezését. Az eredmények alatti alapszín mutatja a játékos által abban a fordulóban vezetett bábuk színét.
| Dátum       | Játszma | Csü Ven-csün 2561 | Tan Csung-ji 2555 | Mérkőzés állása | Lépésszám | Játszma | megnyitás         |
| ----------- | ------- | ----------------- | ----------------- | --------------- | --------- | ------- | ----------------- |
| április 3.  | 1.      | ½                 | ½                 | ½–½             | 39        | B40     | szicíliai védelem |
| április 4.  | 2.      | 0                 | 1                 | ½–1½            | 62        | A29     | angol megnyitás   |
| április 6.  | 3.      | 1                 | 0                 | 1½–1½           | 87        | B40     | szicíliai védelem |
| április 7.  | 4.      | ½                 | ½                 | 2–2             | 80        | A13     | angol megnyitás   |
| április 9.  | 5.      | 1                 | 0                 | 3–2             | 59        | B42     | szicíliai védelem |
| április 10. | 6.      | 1                 | 0                 | 4–2             | 52        | A15     | angol megnyitás   |
| április 13. | 7.      | 1                 | 0                 | 5–2             | 47        | B30     | szicíliai védelem |
| április 14. | 8.      | 1                 | 0                 | 6–2             | 53        | C28     | bécsi játék       |
| április 16. | 9.      | ½                 | ½                 | 6½–2½           | 38        | B30     | szicíliai védelem |
| április 17. | 10.     |                   |                   |                 |           |         |                   |
| április 19. | 11.     |                   |                   |                 |           |         |                   |
| április 20. | 12.     |                   |                   |                 |           |         |                   |